# Duyên Hà
Duyên Hà là một xã thuộc huyện Thanh Trì, thành phố Hà Nội.

## Địa giới hành chính
Xã Duyên Hà nằm ở phía đông huyện Thanh Trì. Ranh giới hành chính như sau:
- Phía đông giáp, sông Hồng và xã Vạn Phúc, huyện Thanh Trì;
- Phía nam giáp xã Đông Mỹ, huyện Thanh Trì;
- Phía tây giáp xã Ngũ Hiệp, huyện Thanh Trì;
- Phía bắc giáp xã Yên Mỹ, huyện Thanh Trì và xã Văn Đức, huyện Gia Lâm (ranh giới tự nhiên là sông Hồng).

## Làng Đại Lan
Làng Đại Lan cùng với các làng Văn Uyên và Tranh Khúc hợp thành xã Duyên Hà huyện Thanh Trì. Cuối thời Lê, đầu thời Nguyễn làng cũng là một xã thuộc tổng Vạn Phúc huyện Thanh Trì, đến giữa thế kỉ 19 đổi thành xã Đại Quan Châu thuộc tổng Đại Quan, huyện Văn Giang, tỉnh Bắc Ninh. Năm 1907, Đại Lan nhập lại về tổng Vạn Phúc huyện Thanh Trì.
Nằm ven sông Hồng, có đất đai màu mỡ, nên Đại Lan sớm có con người đến lập làng xóm. Việc thờ ba vị nhân thần là Lĩnh Hồ, Minh Chiêu và Chà Mục có từ thời Hùng Vương, là một trong những chứng cứ.
Đại Lan sớm có truyền thống học hành. Vào thời Lê Sơ (1427 - 1526), làng đã có 2 vị đỗ đại khoa:
- Nguyễn Như Đổ (1424 - 1505, có tài liệu chép ông thọ 103 tuổi): tên tự là Mạnh An, hiệu Khiêm Trai, đỗ Hội nguyên, Bảng nhãn khoa Nhâm Tuất, niên hiệu Đại Bảo đời Lê Thái Tông (1442) khi mới 18 tuổi, là một trong 2 vị đại khoa trẻ nhất trong 321 vị khoa bảng của Thăng Long - Hà Nội. Ông làm quan đến Lại bộ Thượng thư, kiêm Tế tửu Quốc Tử Giám, hàm Thiếu bảo, được về trí sĩ. Điều đặc biệt nhất, ông đã ba lần được cử đi sứ sang nhà Minh (vào các năm 1443, 1450 và 1459). Ông còn để lại 6 bài thơ chép trong Toàn Việt thi lục. Ông là niềm tự hào của dòng họ Nguyễn ở Đại Lan vì tạo lập truyền thống hiếu học cho con cháu cũng như cho dân làng Đại Lan và vùng lân cận.
- Nguyễn Như Huân (1422 - ?), là cháu ruột Nguyễn Như Đổ, đỗ Tiến sĩ khoa Mậu Dần, niên hiệu Diên Ninh, đời Lê Nhân Tông (1458), làm quan đến Tham chính.
Tuy nhiên, sự phát đạt về mặt học hành của người Đại Lan chỉ tồn tại trong một thời gian rất ngắn. Nguyên nhân là do sông Hồng luôn luôn đổi dòng, đất bãi bồi bị lở dần nên một phần cư dân phải di sang bên đối ngạn để sống. Vì thế, làng luôn phải chuyển dịch đơn vị hành chính từ huyện Văn Giang sang huyện Thanh Trì. Ngoài việc cả cộng đồng phải rời làng còn có những cuộc chuyển cư lẻ tẻ của các gia đình, dòng họ, đến những làng quê khác để có cuộc sống ổn định hơn. Dòng họ của Nguyễn Như Đổ về sau cũng chuyển đến làng Tử Dương thuộc huyện Thường Tín ngày nay. Việc luôn phải đối phó với nước lụt làm cho cuộc sống không ổn định, ảnh hưởng lớn đến sự học. Đình chùa của làng chịu đựng nhiều tác động của lũ lụt và chiến tranh nên hiện rất sơ sài.
Tuy vậy, truyền thống hiếu học và tôn sư trọng đạo của Đại Lan vẫn luôn được đề cao. Làng có Hội Tư văn và Văn chỉ (hiện không còn) để thờ các vị tiên hiền, khuyến học cho dân làng. Đặc biệt làng còn thờ Nguyễn Như Đổ là á Thánh ở đình. Tại đình còn một hương án chạm khắc rất công phu, khắc cả hai khổ thơ về đạo học và nêu gương danh tích của vị khai khoa Nguyễn Như Đổ. Đình còn có hai đôi câu đối gỗ sơn son thếp vàng, ghi lại công tích của các vị thần âm phù giúp nhà Trần đánh thắng giặc Nguyên ở cửa Hàm Tử, ca ngợi công mở đường khoa cử của Nguyễn Như Đổ:
Hàm Tử cầm Hồ mặc trợ Trần gia thiên tải hậu,
Lãng Sơn bình Thục diễm truyền Hùng Lạc ức niên truyền
(Cửa Hàm Tử bắt giặc, ngầm giúp nhà Trần ngàn năm hiển,
Lãng Sơn bình giặc Thục, cơ nghiệp Lạc Hùng rạng đời đời).
hay: 
Bình Thục Nguyên nhung sử sách đan thanh lưu vĩ tích,
Khai quan khoa nhuỵ thân hào mĩ đại ngưỡng anh uy.
(Bình Thục, dẹp Nguyên sử sách ngời ngời lưu sự tích,
Khai khoa kết trái, thân hào ngưỡng vọng đấng anh uy).
Hàng năm có lễ rước nước từ sông về đình để tế vào 23 tháng Chạp. Hội làng tổ chức vào ngày 6 tháng Giêng, ngoài tế lễ còn có vật và đánh gậy, phản ánh sự tích các vị thần của làng theo nhà Hùng trừ giặc.